# 板垣真由子
板垣 真由子（いたがき まゆこ、1979年7月19日 - ）は、日本の女性声優。ゆーりんプロ所属。北海道出身。よこざわけい子 声優・ナレータースクール12期生。

## 出演作品

### テレビアニメ
- ドラえもん（子供）

### ナレーション
- 房総STYLE
- 女子アナ満開!ハナサカ
- BS-TBS開局10周年記念日特番「感謝と夢」
- 彩の国歴史ウォーキング
- 旅ちゃんガイド
- 貫地谷しほり主演舞台「余命一カ月の花嫁」告知スポット
- 湖月わたる主演ダンスミュージカル「絹の靴下」告知スポット
- パチンコ新機種かわら版
- パチンコ必勝本777
- パチスロ必勝本777
- トヨタ東京カローラ

### ゲーム
- THE 歯医者さん（鹿石雛）

### 吹き替え
- 始皇帝烈伝・ファーストエンペラー（孟姜女）
- 精武飛鴻（ミウミウ）
- BLANK　SLATER　FBI捜査官アンの彷徨う記憶（クレア・マークス）
- ブレイブ・ファイターズ（ミーヤオ）
- 史上最強スパイMrタチマワリ〜爆笑世界珍道中〜（不思議少女）

### 舞台
- ゆーりんプロデュース公演
  - 平成17年 －火恋－卑弥呼
  - 平成18年 楊貴妃伝
  - 平成18年 真・本能寺
  - 平成19年 神々のトロイア
  - 平成20年 藤原一族の野望 『かぐや姫』